# Белосельский, Борис Сергеевич
Борис Сергеевич Белосельский    (23 марта 1923 года, г. Спасск-Дальний Приморского края — 17 июня 2006 года ) — доктор технических наук, профессор кафедры Технологии воды и топлива на тепловых и атомных электрических станциях МЭИ.

## Биография
Борис Сергеевич Белосельский родился 23 марта 1923 года в городе Спасск-Дальний Приморского края. В 1940 году поступил в Московский энергетический институт, но война помешала его закончить. Б. Белосельский был призван в армию — с мая 1942 по декабрь 1945 года он служил на Дальнем Востоке, участвовал в боевых действиях против Японии.
В 1945 году, после демобилизации, Б. Белосельский продолжил учиться на факультете теплоэнергетики Московского энергетического института. В 1952 году учёба была закончена, Борис Сергеевич получил диплом с отличием и был оставлен для дальнейшей учебы в аспирантуре МЭИ на кафедре технологии воды и топлива (ТВТ).
В 1955 году Б. Белосельский успешно защитил кандидатскую диссертацию, посвященную вопросам  использованию топлива в тепловых электростанциях, после чего занялся преподавательской деятельностью. На этом поприще последовательно занимал должности ассистента, доцента, профессора кафедры ТВТ. В эти годы он написал учебники и учебные пособия по комплексному использованию топлива и охране окружающей среды, включая учебник «Технология топлива и энергетических масел» (2003). Под его руководством на кафедре была создана лаборатория по контролю масел и топлив для электростанций.
Б. С. Белосельского является автором около 100 научных публикациях и руководств, под его руководством было подготовлено и успешно защищено 10 кандидатских диссертаций.
Ученый в разное время был членом Академии промышленной экологии РФ, заместителем председателя Объединенного совета ветеранов труда МЭИ, председателем клуба ветеранов МЭИ, членом редакции издательства МЭИ, занимался подготовкой к изданию книг об истории МЭИ, о выдающихся ученых-теплоэнергетиках, работавших в институте.
Борис Сергеевич Белосельский трагически погиб 17 июня 2006 года.

## Труды
- Низкосортные энергетические топлива: особенности подготовки и сжигания / Б. С. Белосельский, В. И. Барышев.  М.: Энергоатомиздат, 1989. - 134 с. : ил. - (Библиотека теплоэнергетика).
- Технология топлива и энергетических масел : Учебник для вузов / Б. С. Белосельский. - 2-е изд., доп. - М. : Изд-во МЭИ, 2005. - 347 с. : рис. - Библиогр.: с. 343. - ISBN 5-7046-1286-5.
- Топочные мазуты / Б. С. Белосельский. - М : Энергия, 1978. - 256 с.
- Энергетическое топливо : учеб. пособ. / Б. С. Белосельский, В. К. Соляков. - М : Энергия, 1980. - 169 с.